# Röhrwasser
Röhrwasser waren Anlagen zur Wasserversorgung in vorindustrieller Zeit.

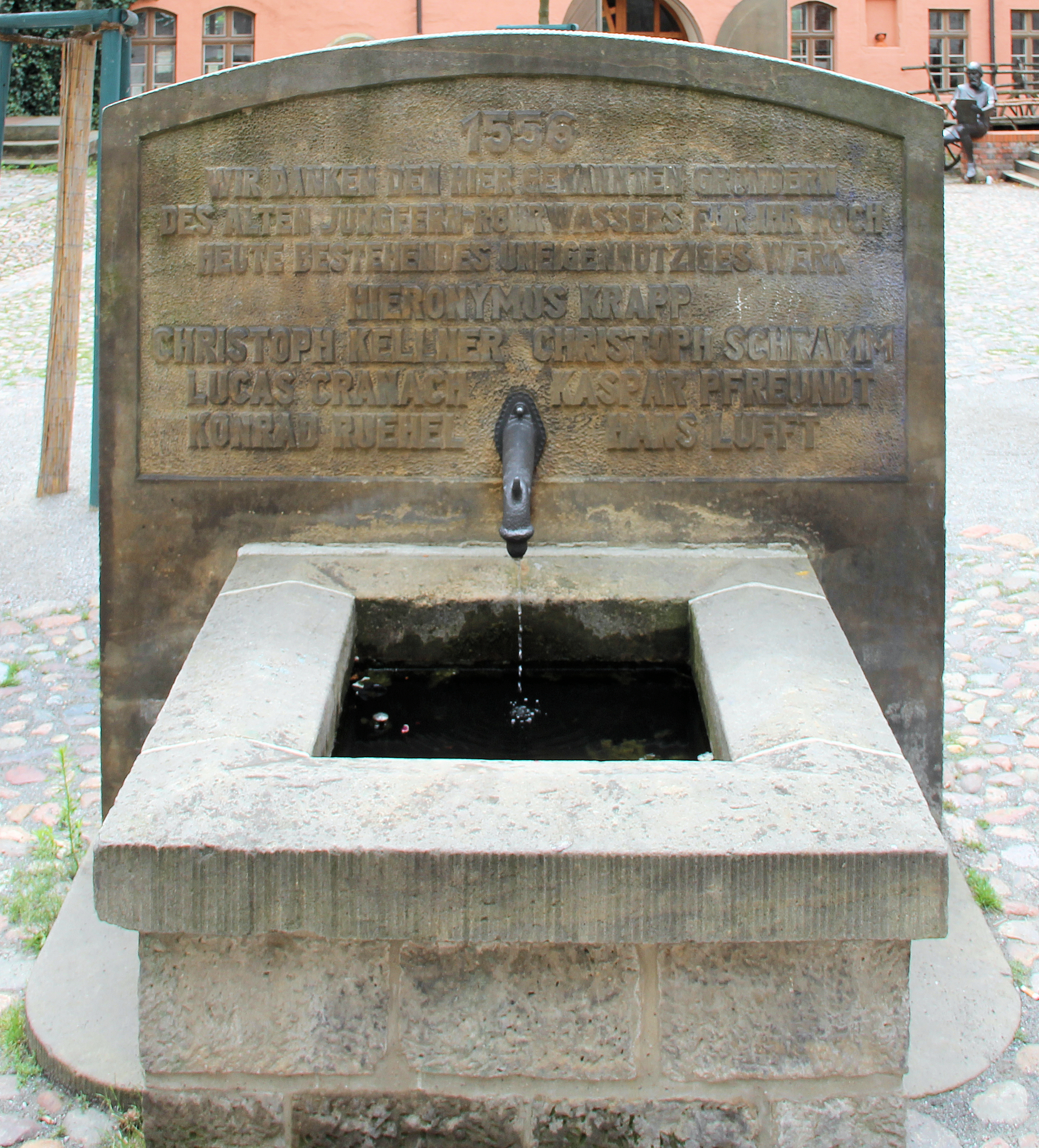
Portion Markt 4 (Lutherstadt Wittenberg)

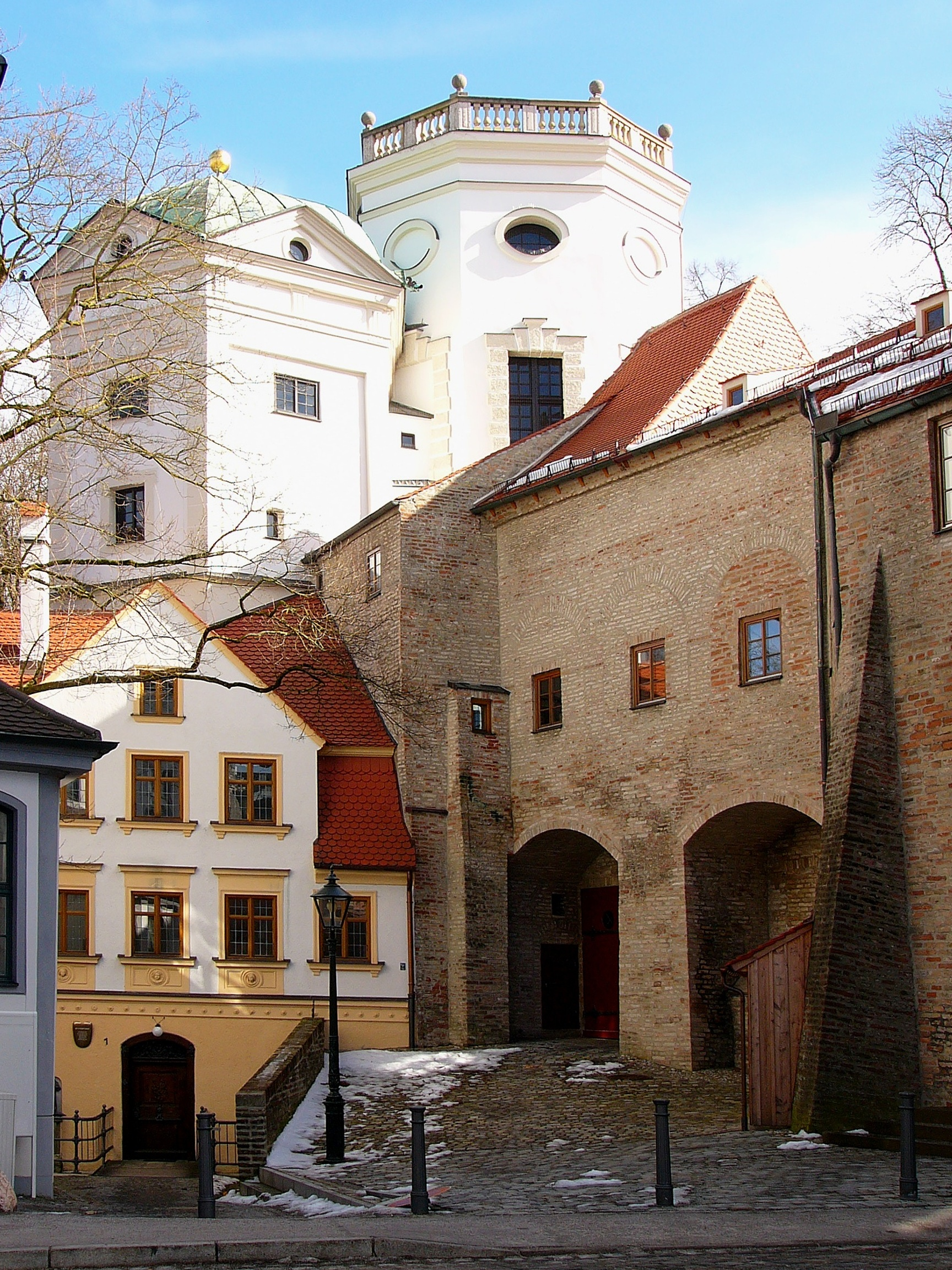
Wassertürme am Roten Tor in Augsburg

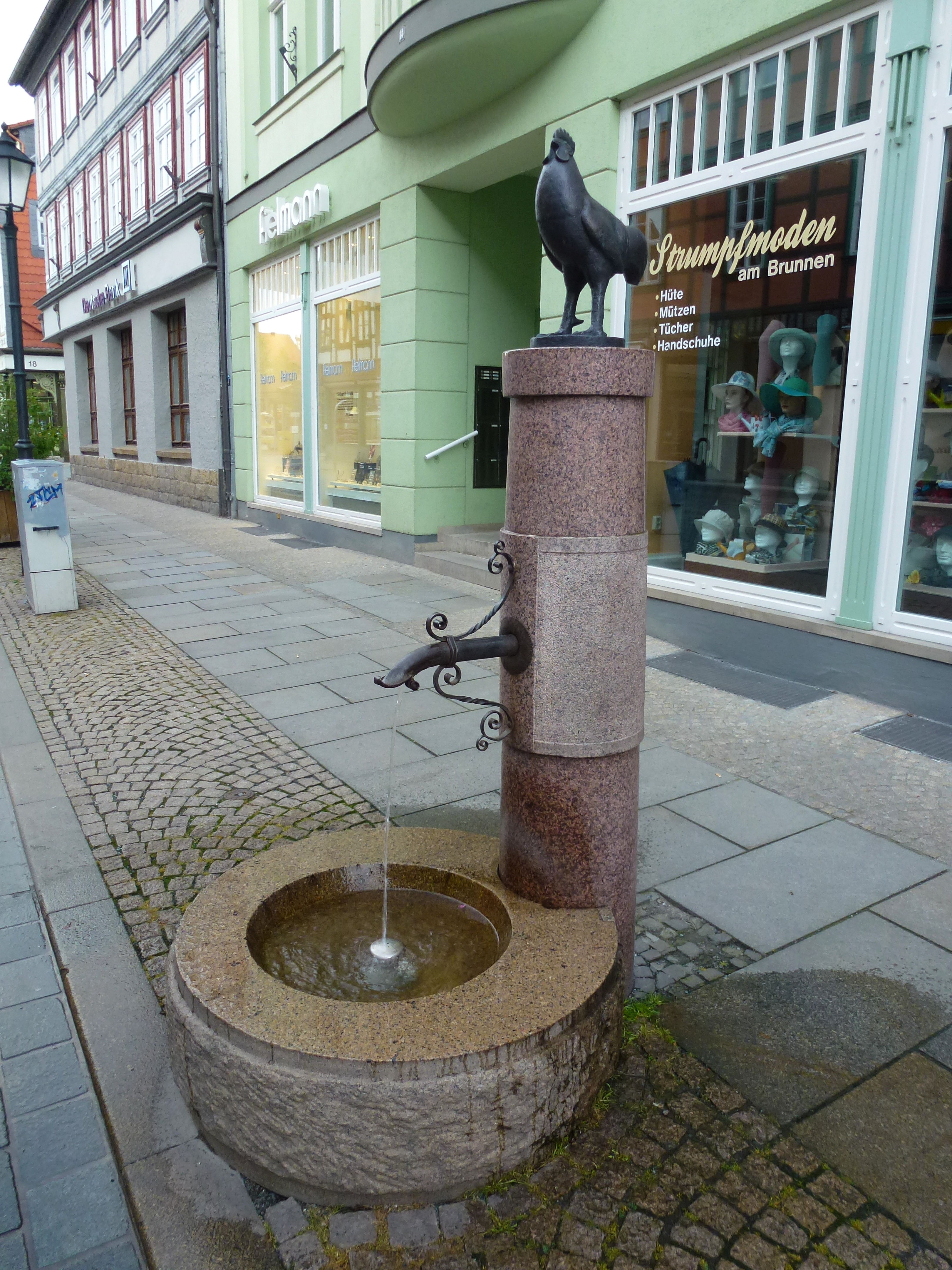
Wasserreise Erinnerungsbrunnen (Wernigerode)

In Sachsen wurden solche Anlagen auch als Röhrfahrt bezeichnet, in Franken teilweise als Röhrenfahrt und im Harz als Wasserreise.
Von Stadtregierungen oder Landesfürsten beauftragt, verlegten Röhrmeister teils über große Strecken Deicheln, die in Portionen genannten Zapfstellen mündeten. Die Nivellierung des komplexen Systems und die Wartung der Wasserschlösser gehörten ebenso zu ihren Obliegenheiten.
Einige Anlagen waren über Jahrhunderte in Betrieb, bevor sie durch moderne Installationen ersetzt wurden.

## Beispielhafte Anwendungsfälle
- In Braunschweig wurde der 1408 errichtete Altstadtmarktbrunnen über eine zwei Kilometer lange Holz-Pipenleitung aus dem bereits 1345 erwähnten Jödebrunnen versorgt. Im 16. Jahrhundert erhielt die gesamte Stadt Wasser aus Fluss-Schöpfwerken, für deren Unterhalt und den der Leitungen waren die so genannten Pipenbruderschaften zuständig.
- In Augsburg wurde 1412 bis 1416 durch die Werkmeister Leopold Karg und Hans Felber eine städtische Wasserversorgung mit etwa 5000 Deicheln eingerichtet. Die Gesamtleistung der fünf Brunnenwerke betrug 1382 Steften (4146 l/min). Die Anlagen wurden 2019 zum UNESCO-Welterbe erklärt.[2]
- In der Lutherstadt Wittenberg sind bis in die heutige Zeit zwei der ehemals fünf Röhrwasserfahrten aus dem 16. Jahrhundert funktionstüchtig erhalten geblieben; das Alte- und Neue Jungfernröhrwasser. Ihre Zapfstellen (Portionen) sind auf vielen Höfen in der Altstadt, sowie auf dem Markt und dem Holzmarkt zu besichtigen.
- Bis zur Einrichtung einer zentralen Wasserversorgung im Jahr 1869 verlief die Versorgung der Stadt Iserlohn aus Teichen im Wermingser Tal, die durch Holzröhren mit 40 Brunnen im gesamten Stadtgebiet verbunden waren.
- Christoph von Beulwitz sorgte 1530 mit Röhrwasser vom Leimitzer Stollen für den Ausbau der Wasserversorgung der Stadt Hof.
- In Salzburg floss durch die letzte hölzerne Deichelleitung der Stadt, die historische Sternweiherbrunnenleitung, noch bis 1976 Wasser.
- Die Wasserleitung, die dem Freudenstädter Teuchelwald seinen Namen gab, war bis 1952 in Betrieb.[3]
- Eine Leitung aus mehrere Meter langen schlanken (Außendurchmesser nicht mehr als 8 cm), axial aufgebohrten Holzstangen, die die Hütte am Grünen See, Steiermark versorgte, wurde erst um 1990 durch eine Kunststoffleitung ersetzt. Eine Deichel lag um 2000 noch gut erhalten am Grund des Sees.
- 2016 wurde bei Grabungsarbeiten in Innsbruck eine Rohrleitung aus dem 16. Jahrhundert freigelegt.[4]
- In Gleiwitz wurde um die Mitte des 14. Jahrhunderts, in dem die mittelalterliche Stadt ihren wirtschaftlichen Höhepunkt erreichte, in einer mehrere Kilometer langen Rohrleitung aus dem Richtersdorfer Tal Wasser in die Stadt geleitet, das auf dem Markt in einem „Röhrkasten“ (heute Neptunsbrunnen) austrat.[5]
- Mindestens ab dem 17. Jahrhundert gab es in Wernigerode Wasserreisen, hölzerne Rohre, über die Wasser in die Stadt geleitet und an öffentlichen Wasserpfählen entnommen werden konnte. Im 19. Jahrhundert soll es 17 Standorte in der Stadt gegeben haben.